# Liste der Members des Order of Canada/G
Diese Liste gibt einen Überblick aller Personen, denen die Auszeichnung Member of the Order of Canada verliehen wurde.

## G
1. Linda Gaboriau (2015)
2. Étienne Gaboury
3. Gaetano Gagliano
4. Aimé Gagné
5. Michel Gagné
6. Roland Gagné
7. Claire Gagnier
8. André Gagnon
9. Denis Gagnon
10. François-Marc Gagnon
11. Gérard Gagnon
12. Madeleine Gagnon (2013)
13. France Gagnon Pratte
14. Claudette Gagnon-Dionne
15. Harry Ralph Gairey
16. Jay Gajjar
17. Roland Galarneau
18. James Douglas Galbraith
19. Sheldon Galbraith
20. André Jacques Galipeault
21. Paul Gallagher
22. Clara Gallant
23. Corinne Gallant
24. J. Albert Gallant
25. Lennie Gallant
26. Lorette Gallant
27. Marguerite A. Gallaway
28. Alvan Gamble
29. William Alastair Gamble
30. Hormisdas Gamelin
31. David A. Ganong
32. R. Whidden Ganong
33. William Garden
34. Michael Gardener
35. Helen E. Gardiner
36. Janet C. Gardiner
37. Joseph Daniel (Don) Gardiner
38. Melvin Gardiner
39. W. Douglas H. Gardiner
40. Joseph A. F. Gardner
41. Zoie Gardner
42. Arthur Gareau
43. Paul E. Garfinkel
44. Pierre Eugène Gariépy
45. Andrzej Marian Garlicki
46. Richard Garneau
47. George Gate
48. Gregory Francis Gatenby
49. Yves Gaucher
50. Denise Gaudet
51. J. Henri Gaudet
52. Françoise Gaudet-Smet
53. Georges Edouard Gaudreau
54. Amédée Gaudreault
55. Ross Gaudreault (2014)
56. David Eldon (Tom) Gauley
57. Dominique Gauthier
58. Isidore M. Gauthier
59. Jean-Robert Gauthier
60. Paul Gauthier
61. Robert Gauthier
62. Andrée Dalcourt Gauvin
63. Roland Gauvin
64. Miroslawa Gawalewicz
65. Eric A. Geddes
66. William Oscar Geisler
67. Morrie M. Gelfand
68. John Gellner
69. Gertrude Constant Gendreau
70. Louis Genest
71. Patsy George
72. Peter J. George
73. Kenneth V. Georgetti
74. Robert E. Geraghty
75. Christiane Germain (2014)
76. Daniel Germain
77. Nicole Germain
78. Irving Russell Gerstein
79. Maynard Gertler
80. Alice Gervais
81. Gaétan Gervais (2013)
82. Alphonse Mathias Gerwing
83. Samuel Gesser
84. Leila Getz
85. Bernard Ghert
86. Ratna Ghosh
87. A. Alan Giachino
88. Christopher Paul Giannou
89. Lenore Gibb
90. Josephine Gibbons
91. Daniel A. Gibson
92. Graeme Gibson
93. Helen Beny Gibson
94. James Alexander Gibson
95. William C. Gibson
96. Tamara Giesbrecht
97. Marie Gignac
98. Alphonse Giguère
99. Jean Giguère (2014)
100. Albert Gilbert
101. James Alan Longmore Gilbert
102. John H. V. Gilbert
103. Mallory Gilbert
104. William H. Giles
105. Peter E. Gilgan (2013)
106. David Roy Gillespie (2015)
107. Ronald J. Gillespie
108. Terrence Gillespie
109. Violet Amy Gillett
110. Robert W. Gillham
111. James Gillies
112. Daniel Alexander Gillis
113. Margie Gillis
114. Allan K. Gillmore
115. Clyde Gilmour
116. James Clayton Gilson
117. Judy Gingell
118. Fernand Gingras
119. Jean-Pierre Girerd
120. Françoise R. Giroux
121. Monique Giroux
122. Robert J. Giroux
123. Joseph Harvey Gjesdal
124. Lawrence Albert Gladue
125. Malcolm Gladwell
126. Susan Jane Glass
127. Donald E.M. Glendenning
128. Srul Irving Glick
129. Joan Glode
130. Robert G. Glossop
131. Hans Gmoser
132. Paul Gobeil (2013)
133. Anthony J. Gocki
134. Mira Godard
135. John Charles Godel
136. Charles M. Godfrey
137. Paul Victor Godfrey
138. Sheldon Jay Godfrey
139. Conrad Godin
140. Serge Godin
141. Dale A. Godsoe
142. Anthony C. Golab
143. Abraham Gold
144. Edgar Gold
145. Judith Hammerling Gold
146. Muriel Gold
147. Yhetta Miriam Gold
148. Michael Goldbloom (2013)
149. Sheila Barshay Goldbloom
150. Anne Golden
151. Edward S. Goldenberg (2013)
152. Karen Goldenberg (2014)
153. S. Larry Goldenberg
154. Bernard Sidney Goldman
155. June Goldsmith
156. Myer Murray Goldstein
157. Cecil Goldstick
158. Allan W. Goodfellow
159. Joseph O. Goodman
160. Martin Wise Goodman
161. Russell Charles Goodman
162. Alix Goolden
163. Henrietta Goplen
164. Frederick William Gorbet (2000)
165. Duncan Lockhart Gordon
166. J. King Gordon
167. Mary Gordon
168. Winston Graham Gordon
169. Peter R. Gorman
170. Philip R. Gosling (2013)
171. Abram Y. Goss
172. Claude Gosselin
173. Allan Gotlib (2012)
174. Calvin Carl Gotlieb
175. Mildred Gottfriedson
176. Ronald Alan Gould
177. Michel Goulet (2012)
178. Jean-Paul Gourdeau
179. Andrew Goussaert
180. Geoffrey Russell Gowan
181. Barbara Gowdy
182. Christian W. A. Graefe
183. Carole Sandra Grafstein
184. Anthony Francis Graham
185. James H. Graham
186. John Alexander Graham
187. M. David Graham
188. Marion Margaret Graham
189. Laurie J. Graham-Flynn
190. Bernard Grandmaître (2013)
191. Frieda Granot
192. Ivy Granstrom
193. Dorothy Grant (2014)
194. James Andrews Grant
195. M. Irène Grant Guérette
196. Ronald D. Grantham
197. Joffre-André Gravel
198. Claudette Gravelle
199. Charlotte Gray
200. James Henry Gray
201. Jean Gray
202. Abraham J. Green
203. Donald M. Green
204. Geoffrey D. Green
205. John Green
206. Leslie C. Green
207. Jocelyn Greene (2014)
208. Cora de Jong Greenaway
209. Keith R. Greenaway
210. Roger Greenberg (2013)
211. Shirley E. Greenberg
212. Graham Greene (2015)
213. Mary Greene
214. Gail E. Greenough
215. Sonny Greenwich
216. Albert Greer
217. Helen Frances Gregor
218. Hilda Gregory
219. Claude Grenier
220. Walter Gretzky
221. Wayne Gretzky
222. David Georges Greyeyes
223. Dorothy Griffiths
224. Yolande Grisé (2015)
225. Stanley George S. Grizzle
226. Valère Emile Groleau
227. Aurèle Groulx
228. Heinrich Ihmels Grube
229. Georgette D. Guay
230. Clarence Alfred Guenter
231. Rachel Vandandaigue Guérette
232. Gowan Thomas Guest
233. Gerard F. J. Guichon
234. André-M. Guillemette
235. Hubert A. Guillet
236. Boniface Guimond
237. Simon Rufus Guinchard
238. Jeannine Guindon
239. Yvan Guindon
240. Patrick J. Gullane
241. R. Ben Gullison
242. Chit Chan Gunn
243. Frank H. Gunston
244. Ramsay Willis Gunton
245. Donna Marie Gurr
246. Ralph Barker Gustafson
247. May Gutteridge
248. Irving Allen Guttman
249. Patricia T. Guyda
250. Blanka Gyulai